# Lesterrois
 (avril 2025).
Motif : Les seules sources (sur l’article ou sur internet) sont issues d’un livre dans ce dialecte (pas sur ce dialecte) et des articles de presse régionale ou locale sur ce livre. Une mention sur l’article de la commune suffit.
- Archive Wikiwix
- Bing
- Cairn
- DuckDuckGo
- E. Universalis
- Gallica
- Google
- G. Books
- G. News
- G. Scholar
- Persée
- Qwant
- (zh) Baidu
- (ru) Yandex
- (wd) trouver des œuvres sur Wikidata

| 1. | Préciser le motif de la pose du bandeau. | Précisez le motif de la pose du bandeau en utilisant la syntaxe suivante : {{admissibilité à vérifier\|date=avril 2025\|motif=remplacez ce texte par le motif}}                 |
| 2. | Informer les utilisateurs concernés.     | Pensez à avertir le créateur de l'article, par exemple, en insérant le code ci-dessous sur sa page de discussion : {{subst:avertissement admissibilité à vérifier\|Lesterrois}} |

Le lesterrois (endonyme : patoi de l’Eiter) est une variété de limousin qui est essentiellement parlée à Lesterps, en Charente, en France.

## Exemples lexicaux
| Lesterrois | Français  |
| ---------- | --------- |
| renerd     | renard    |
| secret     | secret    |
| quèur      | cœur      |
| yuêi       | yeux      |
| principau  | principal |

## Littérature
Une traduction du Petit Prince d’Antoine de Saint-Exupéry dans cette variété est publiée en 2024. Ce travail est déjà évoqué en 2021 lors de l’assemblée générale des Amis du vieux Confolens. Marguerite Desnoël, habitante de Lesterps et locutrice de cette variété régionale, réalise la traduction de ce célèbre ouvrage. À ce moment-là, l’ouvrage est prêt pour l’édition, mais l’impression dépend d’un financement estimé à 2 500 euros. Les maires de Lesterps et de Montrollet annoncent leur volonté de soutenir financièrement le projet, sous condition d’un accord de leurs conseils municipaux respectifs.
Marguerite Desnoël-Savy, née en 1955 à Lesterps (partie « quelques années à Angoulême avant de revenir chez elle depuis 13 ans »), entreprend la traduction intégrale du Petit Prince en parler lesterrois. Elle réalise ce travail avec Jean-Louis Quériaud, docteur en lettres et langues, ancien professeur de lettres classiques, d’occitan et de latin, qui guide l’élaboration de la traduction. Le projet bénéficie également de l’accompagnement scientifique de Nicolas Quint, directeur de recherche au Centre national de la recherche scientifique (CNRS), spécialiste des langues minoritaires.
Au cours de la traduction, plusieurs difficultés lexicales apparaissent : certains termes du texte original, tels que « businessman » et « baobab », ne disposent pas d’équivalents directs dans le lexique du patois de Lesterps. Les traducteurs optent pour des solutions d’adaptation : « businessman » devient « l’ôme d’afaire », et « baobab » est remplacé par « chàinei » (chêne) ; le terme « astéroïde » est conservé et le mot « fée » est rendu par « fado », conformément à l’usage local. Desnoël-Savy, locutrice native du patois mais non initiée à son écriture, indique ne pas savoir l’écrire au départ. Jean-Louis Quériaud procède à une adaptation de la graphie, délibérément éloignée de la norme occitane, afin de restituer les spécificités phonétiques et lexicales du parler, suivant les recommandations de Quint. Un guide d’orthographe et de prononciation est d’ailleurs intégré à l’ouvrage.